# Capriasca
Capriasca är en kommun  i distriktet Lugano i kantonen Ticino, Schweiz. Kommunen har 6 760 invånare (2023).
Kommunen består av byarna Bidogno, Bigorio, Cagiallo, Corticiasca, Lugaggia, Lopagno, Odogno, Oggio, Roveredo, Sala Capriasca, Tesserete och Vaglio.
Kommunen bildades 2001 genom en sammanslagning av kommunerna Cagiallo, Lopagno, Roveredo Capriasca, Sala Capriasca, Tesserete och Vaglio. 2008 inkorporerades kommunerna Bidogno, Corticiasca och Lugaggia.